# Bombus bellardii
Bombus bellardii là một loài Hymenoptera trong họ Apidae. Loài này được Gribodo mô tả khoa học năm 1892.